# Augusta Holmès
Augusta Holmès, właśc. Augusta Mary Anne Holmes (ur. 16 grudnia 1847 w Paryżu, zm. 28 stycznia 1903 tamże) – francuska kompozytorka pochodzenia irlandzkiego.

## Życiorys
Jej ojciec był osiadłym w Paryżu emerytowanym irlandzkim oficerem, matka, pochodzenia szkocko-irlandzkiego, była poetką. Wychowywała się w atmosferze salonu artystycznego prowadzonego przez rodziców, otrzymała edukację w zakresie muzyki, malarstwa i poezji. Jej ojcem chrzestnym był poeta Alfred de Vigny. Już jako dziecko występowała publicznie, grając na fortepianie. W zakresie kompozycji była w dużej mierze autodydaktką, później podjęła studia u Césara Francka. W 1878 roku otrzymała nagrodę artystyczną miasta Paryża, przyznaną jej za symfonię dramatyczną Lutèce. Admirowana w artystycznych kręgach paryskich, utrzymywała znajomość m.in. z Camille’em Saint-Saënsem, Vincentem d’Indy’m, Richardem Wagnerem oraz ludźmi pióra takimi jak Stéphane Mallarmé, Auguste de Villiers de L’Isle-Adam i Catulle Mendès. Sama także pisała pieśni, które publikowała pod pseudonimem Hermann Zenta.
Jako kompozytorka nawiązywała do wzorców wagnerowskich, do swoich utworów sama pisała teksty. Twórczość Holmès cechuje się zamiłowaniem do monumentalnych form. Warstwa muzyczna jej kompozycji odznacza się dramatyzmem oraz powiązaniem z wątkami literackimi, głównie klasycznymi i mitologicznymi.

## Wybrane kompozycje
(na podstawie materiałów źródłowych)

### Utwory orkiestrowe
- poemat symfoniczny Hymne à Apollon (1872)
- Andante pastoral (1877)
- symfonia Orlando furioso (1877)
- symfonia dramatyczna Lutèce (1878)
- symfonia dramatyczna Les Argonautes z solo i chórem (1880)
- poemat symfoniczny Irlande (1882)
- poemat symfoniczny Pologne (1883)
- oda symfoniczna z chórem Ludus pro patria (1888)
- suita symfoniczna z partią wokalną Au pays bleu (1891)
- poemat symfoniczny Andromède (1901)

### Utwory wokalno-instrumentalne
- motet Veni creator na tenora solo, chór i organy (1887)
- Ode triomphale en l’honneur du centenaire de 1789 na głosy solowe, chór i orkiestrę (1889)
- La vision de la reine na głos żeński, chór żeński, wiolonczelę, harfę i fortepian (1895)
- Le fleur de néflier na tenora solo, chór i orkiestrę lub fortepian (1902)

### Opery
- Héro et Léandre (1875)
- La Montagne noire (wyst. Paryż 1895)